# 4Motion
4Motion er et registeret varemærke for Volkswagen, som udelukkende bruges på Volkswagen-biler med firehjulstræk. Volkswagen har tidligere brugt navnet Syncro til deres firehjulstrukne modeller.
Syncro er ikke et permanent firehjulstræk system, men trækker kun på baghjulene hvis de forreste dæk spinner rundt. Viskosen i differentialen størkner når fordækkene spinner rundt, så bliver firehjulstræk aktiveret.
Volkswagen-koncernens andre varemærker for firehjulstræk er quattro som benyttes på Audi. Škoda bruger 4x4 efter modelnavnet, mens SEAT bare bruger 4.
Ingen af de ovennævnte varemærker er specifikke for noget bestemt firehjulstræksystem eller -teknologi. Volkswagen bruger Haldexkobling på deres firehjulstrukne modeller med tværliggende motor. Til biler med langsliggende motor bruges i stedet Torsendifferentiale-baseret firehjulstræksystem.